# Małgorzata Anhalcka
Małgorzata Anhalcka, niem. Margarete von Anhalt (ur. 12 listopada 1494 w Köthen, zm. 7 października 1521 w Weimarze) – księżniczka anhalcka z dynastii askańskiej, księżna elektorowa Saksonii.
Najmłodsza córka księcia Anhaltu Waldemara VI z dyn. Ascania i hrabianki Małgorzaty Schwarzburg. Należała do rodu, z którego wywodziła się późniejsza imperatorowa Rosji Katarzyna II Wielka.
13 listopada 1513 roku została wydana za mąż, uzyskując tym samym tytuł księżnej elektorowej, za owdowiałego księcia elektora Saksonii Jana Wettyna (z linii ernestyńskiej), któremu następnie urodziła czworo dzieci:
- Marię (1515-1583), późniejszą księżną wołogoską jako żonę księcia Filipa I z dyn. Gryfitów,
- Małgorzatę (1518-1535),
- Jana (1519-1519),
- Jana Ernesta (1521-1563), późniejszego księcia Sachsen-Koburg, żonatego z księżniczką brunszwicką Katarzyną z dyn. Welfów, bezpotomnego[2].